# Holzdorf (Berumbur)
Holzdorf ist ein Ortsteil der ostfriesischen Gemeinde Berumbur  in der Samtgemeinde Hage im Landkreis Aurich in Niedersachsen. 
Der Ort liegt etwa einen Kilometer südwestlich des Kernortes. Die Kolonie entstand 1805. Im Jahr 1848 gab es in Holzdorf 253 Bewohner, die sich auf 46 Wohngebäude verteilten. Der Ortsname steht für Wald-Dorf. Holzdorf ist seit Gründung Teil der Gemeinde Berumbur.